# 백두대간로
백두대간로(Baekdudaegan-ro)는 강원특별자치도 태백시 황지동 화전사거리와 강릉시 성산면 성산삼거리를 잇는 강원특별자치도의 도로이다. 백두대간을 따라 남북으로 이어지는 도로이기 때문에 백두대간로로 명명되었다. 전 구간 국도 제35호선에 속한다.

## 역사
- 2009년 8월 7일 : 2개 이상 시·도에 걸쳐 있는 도로로 백두대간로를 고시[1]

## 주요 경유지
강원특별자치도
- 태백시 (삼수동 - 황연동 - 삼수동) - 삼척시 하장면 - 정선군 임계면 - 강릉시 왕산면

## 노선
| 이름                                       | 접속 노선                                                             | 소재지        | 소재지                                          | 비고                                   |
| ------------------------------------------ | --------------------------------------------------------------------- | ------------- | ----------------------------------------------- | -------------------------------------- |
| 화전사거리                                 | 국도 제35호선 국도 제38호선 (태백로)                                  | 태백시        | 삼수동                                          | 국도 제35호선 구간                     |
| 화전교                                     |                                                                       | 태백시        | 삼수동                                          | 국도 제35호선 구간                     |
| 수자원공사 태백권관리단                    | 구와우길                                                              | 태백시        | 황연동                                          | 국도 제35호선 구간                     |
| 피재(삼수령)                               | 매봉산길 적각길                                                       | 태백시        | 황연동                                          | 국도 제35호선 구간                     |
| 피재(삼수령)                               | 매봉산길 적각길                                                       | 태백시        | 삼수동                                          | 국도 제35호선 구간                     |
| (미동초등학교입구)                         | 지방도 제424호선 (역둔원동로)                                         | 태백시        | 국도 제35호선 구간 지방도 제424호선 구간        |                                        |
| (상사미교 서단)                            | 지방도 제424호선 (건의령로)                                           | 태백시        | 국도 제35호선 구간 지방도 제424호선 구간        |                                        |
| 상사미교 상사미2교 무사교 하사미교 숙암2교 |                                                                       | 태백시        | 국도 제35호선 구간                              |                                        |
| 숙암1교                                    |                                                                       | 삼척시        | 국도 제35호선 구간                              | 하장면                                 |
| 숙암삼거리                                 | 국가지원지방도 제28호선 (두타로)                                      | 삼척시        | 국도 제35호선 구간 국가지원지방도 제28호선 구간 | 하장면                                 |
| 광동댐                                     |                                                                       | 삼척시        | 국도 제35호선 구간 국가지원지방도 제28호선 구간 | 하장면                                 |
| 광동삼거리                                 | 하장길                                                                | 삼척시        | 국도 제35호선 구간 국가지원지방도 제28호선 구간 | 하장면                                 |
| 광동교                                     |                                                                       | 삼척시        | 국도 제35호선 구간 국가지원지방도 제28호선 구간 | 하장면                                 |
| 장전삼거리                                 | 국가지원지방도 제28호선 (오두재로)                                    | 삼척시        | 국도 제35호선 구간 국가지원지방도 제28호선 구간 | 하장면                                 |
| 장전교                                     | 장전길                                                                | 삼척시        | 국도 제35호선 구간                              | 하장면                                 |
| 중봉교                                     | 중봉당골길                                                            | 삼척시        | 국도 제35호선 구간                              | 하장면                                 |
| 갈전피암터널                               |                                                                       | 삼척시        | 국도 제35호선 구간                              | 하장면                                 |
| 토산교                                     |                                                                       | 삼척시        | 국도 제35호선 구간                              | 하장면                                 |
| 토산삼거리                                 | 지방도 제421호선 (벌문재로)                                           | 삼척시        | 국도 제35호선 구간                              | 하장면                                 |
| 은치교                                     |                                                                       | 삼척시        | 국도 제35호선 구간                              | 하장면                                 |
| 정선군                                     | 임계면                                                                |               | 국도 제35호선 구간                              |                                        |
| 정선군                                     | 임계면                                                                | 낙천피암터널  |                                                 | 국도 제35호선 구간                     |
| 정선군                                     | 임계면                                                                | 월탄교 혈천교 |                                                 | 국도 제35호선 구간                     |
| 정선군                                     | 임계면                                                                | 송계교        | 성재길                                          | 국도 제35호선 구간                     |
| 정선군                                     | 임계면                                                                | 임계사거리    | 국도 제42호선 (서동로)                          | 국도 제35호선 구간                     |
| 정선군                                     | 임계면                                                                | 버들고개      |                                                 | 국도 제35호선 구간                     |
| 고단삼거리                                 | 지방도 제410호선 (왕산로)                                             | 강릉시        | 왕산면                                          | 국도 제35호선 구간                     |
| 고단교                                     |                                                                       | 강릉시        | 왕산면                                          | 국도 제35호선 구간                     |
| 삽당령                                     |                                                                       | 강릉시        | 왕산면                                          | 국도 제35호선 구간 해발 680m           |
| 삽당교                                     |                                                                       | 강릉시        | 왕산면                                          | 국도 제35호선 구간                     |
| 구하교                                     | 선인당길                                                              | 강릉시        | 왕산면                                          | 국도 제35호선 구간                     |
| 목계교 입고지교                            |                                                                       | 강릉시        | 왕산면                                          | 국도 제35호선 구간                     |
| 도마교                                     | 옷밥골길                                                              | 강릉시        | 왕산면                                          | 국도 제35호선 구간                     |
| 도마삼거리                                 | 국도 제35호선 (왕산 ~ 성산간 도로)                                    | 강릉시        | 왕산면                                          | 국도 제35호선 구간                     |
| 오봉삼거리                                 | 지방도 제415호선 (왕산로)                                             | 강릉시        | 왕산면                                          | 지방도 제415호선 구간                  |
| 왕산교 남대천댐 오봉교                     |                                                                       | 강릉시        | 왕산면                                          | 지방도 제415호선 구간                  |
| 방도교                                     | 구산강변길                                                            | 강릉시        | 성산면                                          | 지방도 제415호선 구간                  |
| 성산사거리                                 | 국도 제35호선 (왕산 ~ 성산간 도로) (구산길) 지방도 제456호선 (경강로) | 강릉시        | 성산면                                          | 지방도 제415호선 구간 (구 구산 교차로) |

## 주요 건물 및 시설
- 태백시공원묘원 (강원특별자치도 태백시 백두대간로 844)
- 사조보건진료소 (강원특별자치도 태백시 백두대간로 1298)
- 상사미가압장 (강원특별자치도 태백시 백두대간로 1373)
- 하장119지역대 (강원특별자치도 삼척시 하장면 백두대간로 2522)
- 하장중학교, 하장고등학교 (강원특별자치도 삼척시 하장면 백두대간로 2600)
- 장전리마을회관 (강원특별자치도 삼척시 하장면 백두대간로 2813)
- 하장초등학교 갈전분교(폐교) (강원특별자치도 삼척시 하장면 백두대간로 3283)
- 문래보건진료소 (강원특별자치도 정선군 임계면 백두대간로 312)
- 아리아리정선캠핑장 (구 임계초등학교 문래분교, 강원특별자치도 정선군 임계면 백두대간로 323)
- 동부지방산림관리청 정선양묘사업소 (강원특별자치도 정선군 임계면 백두대간로 1271)
- 임계중학교, 임계고등학교 (강원특별자치도 정선군 임계면 백두대간로 1313)
- 국립산림품종관리센터 강릉지소 (강원특별자치도 강릉시 왕산면 백두대간로 691)
- 예맥아트센터 (구 왕산초등학교 목계분교, 강원특별자치도 강릉시 왕산면 백두대간로 1488)
- 왕산의용소방대 (강원특별자치도 강릉시 왕산면 백두대간로 1932-9)
- 왕산우체국 (강원특별자치도 강릉시 왕산면 백두대간로 1993)
- 왕산면사무소 (강원특별자치도 강릉시 왕산면 백두대간로 1997)
- 왕산중학교 (강원특별자치도 강릉시 왕산면 백두대간로 2005)
- 왕산초등학교 (강원특별자치도 강릉시 왕산면 백두대간로 2011-8)
- 도마1리마을회관 (강원특별자치도 강릉시 왕산면 백두대간로 2025-1)
- 한국농어촌공사 강릉지사오봉지소 (강원특별자치도 강릉시 성산면 백두대간로 2616-16)
- 오봉리마을회관 (강원특별자치도 강릉시 성산면 백두대간로 2710-18)